# 夜は短し歩けよ乙女 (漫画)
『夜は短し歩けよ乙女』（よるはみじかしあるけよおとめ）は、原作：森見登美彦、漫画：琴音らんまるによる日本の漫画作品。森見の同名の小説を漫画化したものである。
『増刊エース』（角川書店）2008年1月号から2009年3月号まで連載された。原作にはないオリジナルエピソードが多数収録されている。単行本は旧版が5巻構成（新装版は上・中・下巻）で、「第○集」という形で表示されている。

## あらすじ
同じサークルの後輩「黒髪の乙女」に恋をした「先輩」は、偶然を装って事あるごとに乙女と出会い、顔を覚えられる努力をしているにも拘らず、当の本人は「奇遇ですね!」と言って気づきもしない。そんな2人はおかしな人物たちと出会い、おかしな出来事に遭遇することになる。

## 登場人物
先輩
この作品の主人公。李白にズボンを取られたり、盗賊に服を奪われたりと、巻き込まれタイプ。占い横丁に行ったときは大凶を引く等ろくでもない目に遭い、ケーキをもらったり、大吉を引いたりした乙女と対照的に描かれている。自分の元に来た謎の猫の面倒を見、看病までするほど優しい人柄。ペンを拾ったり、乙女の欲しがっていた本を探したりと、1人で地道に「外堀を埋める」作業をしていたが、乙女に気づいてもらえていない。「乙女日記」というものを所持しており、彼が調べた乙女の行動パターンが書かれている。第5集では李白の風邪の快気祝いに行く前に喫茶店で待ち合わせてデートの約束を取り付けることに成功した。
黒髪の乙女
この作品のもう1人の主人公。本名不明。全体として「～なのです」「～でありましょうか」といった敬語体で統一されている。天然ボケであり、「そこにお酒がある限り」何杯でも飲むほどの大酒飲み。
北大路
「先輩」のただ1人の友人。学園祭事務局長でもあるが閨房調査団に出かけたりとあまり事務局長っぽくなく、本人も「仕方なく」やっていることもある。趣味はバンド、落語など多岐にわたるが一番は女装。名古屋に遠距離恋愛の彼女がいる。
羽貫 涼子
美人の歯科衛生士。人の宴会に上がり込み、ただ酒をあおる特技がある。大学の学園祭でも飲むほどのかなりの酒豪で、酔うと人の顔を舐める悪癖がある。樋口とは、飛び降りようとした橋の上で知り合った。
樋口 清太郎
天狗を自称し、常に和服を着ている謎の男。昔は自慢のヒゲを持っていたが、橋の上で知り合った羽貫にすべて剃られ、嘆いていた。羽貫がいないと生活できないほどの貧乏人。「幽水荘」という、築何年かも分からないボロアパートに住んでおり、隣人たちからは「師匠」と呼ばれ、親しまれている。アパートにはキツネの神様が祀ってある。第1集で李白とともに雨を止ませるまじないをかけていたり、何でも叶えるお守りを売っていたりと、多少インチキくさい。
東堂さん
藤堂錦鯉センターの社長。2度、竜巻に鯉をさらわれた。かなりのエロオヤジであり、閨房調査団所属。春画のコレクションを趣味としており、売り払われそうになった時は、売られるならばと破り捨てていた。離婚した妻と娘がおり、娘は最近結婚。乙女からお友達パンチを振るわれたこともある。
李白
本名不明。三階建ての「電車」と称する車に乗っている。地蔵のような外見をしており、乙女から見間違えられた。悪名高い高利貸であり、乙女と飲み比べをして東堂の借金をチャラにした。また第二集で占い横丁に行った際自分に当たりが来るよう仕向け、車をひっくり返されかけていた。
千歳屋
京料理「千歳屋」の主人。先輩脅しの疑いを晴らし、そのお礼として「文化遺産の保護」と称して春画を10万円でとってこさせようとした。
古本市の神様
古本市の神を信じない者から本をとっていく神様。だがその姿は10歳の美少年。顔に似合わず「先輩」だけには生意気な口をきく。古本の値札を勝手に張り替え、怒られていた。その後は祭りに来ていたり樋口の知り合いである「ガビ書房」で店番をしていたりとよく出てきている。乙女に万能の薬「純肺露」をプレゼントした。
偏屈王
構内でゲリラ演劇をしているグループ。その実態は不明で、偏屈王自身が上映日に脚本を書いている。
パンツ総番長
座っていると偶然同時にリンゴが頭の上に当たって一目惚れした女性を見つけるまでパンツを変えないと心に決めた男。歴代の記録を更新し、「パンツ総番長」の称号を得た。下半身の病気にかかっているらしい。のちに彼が偏屈王と判明する。会いたかった女性、須田紀子との再会も実現して現在は新しいパンツをはいている模様。「先輩」と樋口の売っていた何でも願いがかなうお守りの取り合いをしたこともある。
須田 紀子
学園祭で「ゾウの尻」の展示を行った人。と、いうのも座っていると偶然同時にリンゴが頭の上に当たった男性がした「ゾウの尻」の話を思い出したからであり、結局その男性は展示には現れなかったが再会を果たす。小さくて丸い、ダルマのようなものが好き。

## 章題
| 章   | 章題                           | 角川コミックス・エース （旧版） | MFコミックス （新装版） | 備考           |
| ---- | ------------------------------ | ------------------------------- | ----------------------- | -------------- |
| 1章  | 夜は短し歩けよ乙女（前編）     | 第1集                           | 上巻                    | 原作小説 第1章 |
| 2章  | 夜は短し歩けよ乙女（後編）     | 第1集                           | 上巻                    | 原作小説 第1章 |
| 3章  | 占いをせざるは勇なりけり       | 第1集                           | 上巻                    | 漫画オリジナル |
| 4章  | われ日に三たび雨を乞う         | 第1集                           | 上巻                    | 漫画オリジナル |
| 5章  | 深海魚たち                     | 第2集                           | 上巻                    | 原作小説 第2章 |
| 6章  | 暗中にペン隠せば受用なし       | 第2集                           | 上巻                    | 漫画オリジナル |
| 7章  | 肉を処するに心あるべからず     | 第2集                           | 中巻                    | 漫画オリジナル |
| 8章  | 疑い極まりて福を成す           | 第2集                           | 中巻                    | 漫画オリジナル |
| 9章  | 祭は人を載せ、また覆す（前編） | 第3集                           | 中巻                    | 漫画オリジナル |
| 10章 | 祭は人を載せ、また覆す（後編） | 第3集                           | 中巻                    | 漫画オリジナル |
| 11章 | 上善は酒のごとし               | 第3集                           | 中巻                    | 漫画オリジナル |
| 12章 | 総番は坦として蕩々たり         | 第3集                           | 中巻                    | 漫画オリジナル |
| 13章 | 御都合主義かく語りき（前編）   | 第3集                           | 中巻                    | 原作小説 第3章 |
| 14章 | 御都合主義かく語りき（中編）   | 第4集                           | 中巻                    | 原作小説 第3章 |
| 15章 | 御都合主義かく語りき（後編）   | 第4集                           | 下巻                    | 原作小説 第3章 |
| 16章 | 御都合主義かく語りき（完結編） | 第4集                           | 下巻                    | 原作小説 第3章 |
| 17章 | 儘にならぬが趣味の常           | 第4集                           | 下巻                    | 漫画オリジナル |
| 18章 | 後を悔ゆるは益なりけり         | 第5集                           | 下巻                    | 漫画オリジナル |
| 19章 | 魔風邪恋風邪（前編）           | 第5集                           | 下巻                    | 原作小説 第4章 |
| 20章 | 魔風邪恋風邪（後編）           | 第5集                           | 下巻                    | 原作小説 第4章 |
| 21章 | 日に新たに、また日々に新たなり | 第5集                           | 下巻                    | 漫画オリジナル |

## 単行本
- 琴音らんまる（漫画）・森見登美彦（原作）『夜は短し歩けよ乙女』角川書店〈角川コミックス・エース〉全5巻

1. 2008年3月22日発売[1]、ISBN 978-4-04-715029-4
2. 2008年6月24日発売[2]、ISBN 978-4-04-715074-4
3. 2008年9月24日発売[3]、ISBN 978-4-04-715123-9
4. 2009年1月22日発売[4]、ISBN 978-4-04-715173-4
5. 2009年2月24日発売[5]、ISBN 978-4-04-715175-8

単行本の表紙は季節ごとに合わせたで、春には春子さんと春夫君が、夏には夏美さんと夏夫くんがでてくるなど細部にも凝った作りとなっている。
- 琴音らんまる（漫画）・森見登美彦（原作）『夜は短し歩けよ乙女 新装版』KADOKAWA〈MFコミックス アライブシリーズ〉全3巻

1. 上 2017年3月23日発売[6]、ISBN 978-4-04-069199-2
2. 中 2017年3月23日発売[7]、ISBN 978-4-04-069200-5
3. 下 2017年3月23日発売[8]、ISBN 978-4-04-069201-2

単行本の表紙は横に並べると繋がったイラストになっている。